# Ruská Bystrá
Ruská Bystrá é um município da Eslováquia, situado no distrito de Sobrance, na região de Košice. Tem 11,96 km² de área e sua população em 2018 foi estimada em 111 habitantes.

## Demografia
| Ano:        | 1994 | 2004    | 2014    | 2024   |
| ----------- | ---- | ------- | ------- | ------ |
| Broj ljudi: | 167  | 133     | 118     | 107    |
| Razlika:    |      | -20,35% | -11,27% | -9,32% |

| Ano:               | 2023 | 2024 |
| ------------------ | ---- | ---- |
| Número de pessoas: | 107  | 107  |
| Diferença:         |      | +0%  |